# Har Refa'im
Har Refa'im (hebrejsky: הר רפאים) je hora o nadmořské výšce 763 metrů v centrálním Izraeli, v pohoří Judské hory.
Nachází se cca 13 kilometrů jihozápadně od centra Jeruzaléma, cca 10 kilometrů východně od města Bejt Šemeš a cca 1 kilometr severně od obce Mevo Bejtar. Má podobu zalesněné výšiny, kterou severu lemují prudké srázy kaňonu vádí Nachal Refa'im,do kterého podél západní strany hory ústí další boční vádí. Údolím Nachal Refa'im prochází železniční trať Tel Aviv-Jeruzalém. Na svazích hory byly v roce 2002 objeveny pohřební jeskyně se zbytky železných nástrojů a nápisem le-melech Chevron (למלך חברון). Hora je turisticky využívána, jižně od ní vede Izraelská stezka. Pás strmých srázů lemujících údolí Nachal Refa'im a severnější procházejícího potoka Sorek pokračuje oběma směry odtud. Na severu je to hřbet Reches Sorek, na severovýchodě hora Šluchat Salmon, na severozápadě vrch Har Giora.